# Eugenio Coter
Eugenio Coter (ur. 11 lipca 1957 w Gazzaniga) – włoski duchowny rzymskokatolicki pracujący w Boliwii, od 2013 wikariusz apostolski Pando.

## Życiorys
Święcenia kapłańskie przyjął 20 czerwca 1981 i został inkardynowany do diecezji Bergamo. Przez kilka lat pracował jako wikariusz. W 1991 został misjonarzem w Boliwii i przez dziewięć lat pracował duszpastersko na terenie archidiecezji Cochabamba. W latach 2000–2012 był delegatem tamtejszego arcybiskupa do spraw duszpasterstwa społecznego, a w kolejnych latach był ojcem duchownym seminarium w Cochabambie.
2 lutego 2013 został mianowany wikariuszem apostolskim Pando ze stolicą tytularną Thibiuca. Sakry biskupiej udzielił mu 24 kwietnia 2013 jego poprzednik, bp Luis Morgan Casey.